# Leptotrygon
Genre
Leptotrygon est un genre monotypique de colombes de la famille des Columbidae.

## Liste des espèces
Selon la classification de référence du Congrès ornithologique international (version 6.4, 2016) :
- Leptotrygon veraguensis — Colombe de Veraguas (Lawrence, 1866)